# Cimetière de Mount Jerome
Le cimetière et crématorium de Mount Jerome (en irlandais : Reilig Chnocán Iaróm) est situé à Harold's Cross, au sud de Dublin, en Irlande. Depuis sa fondation en 1836, plus de 300 000 enterrements y ont eu lieu. Cimetière à l'origine exclusivement protestant, les catholiques sont également enterrés depuis les années 1920.

## Histoire
Le nom du cimetière vient d'un domaine établi à cet endroit par le révérend Stephen Jerome, vicaire de la paroisse St. Kevin en 1639. À cette époque, Harold's Cross faisait partie de la paroisse de St. Kevin. Dans la seconde moitié du XVIIe siècle, le terrain devient la propriété du comte de Meath, qui à son tour loue des parcelles à d'éminentes familles de Dublin. Une maison, Mount Jerome House, est construite sur l'une de ces parcelles et louée à John Keogh. En 1834, après une tentative avortée de créer un cimetière à Phoenix Park, la General Cemetery Company de Dublin achète la propriété de Mount Jerome, « pour établir un cimetière général dans les environs de la ville de Dublin ».
La chapelle funéraire du cimetière a été la première église gothique puginienne de Dublin. Elle est conçue par William Atkins.
En 2000, le cimetière Mount Jerome a établi son propre crématorium sur le site.

## Personnalités inhumées

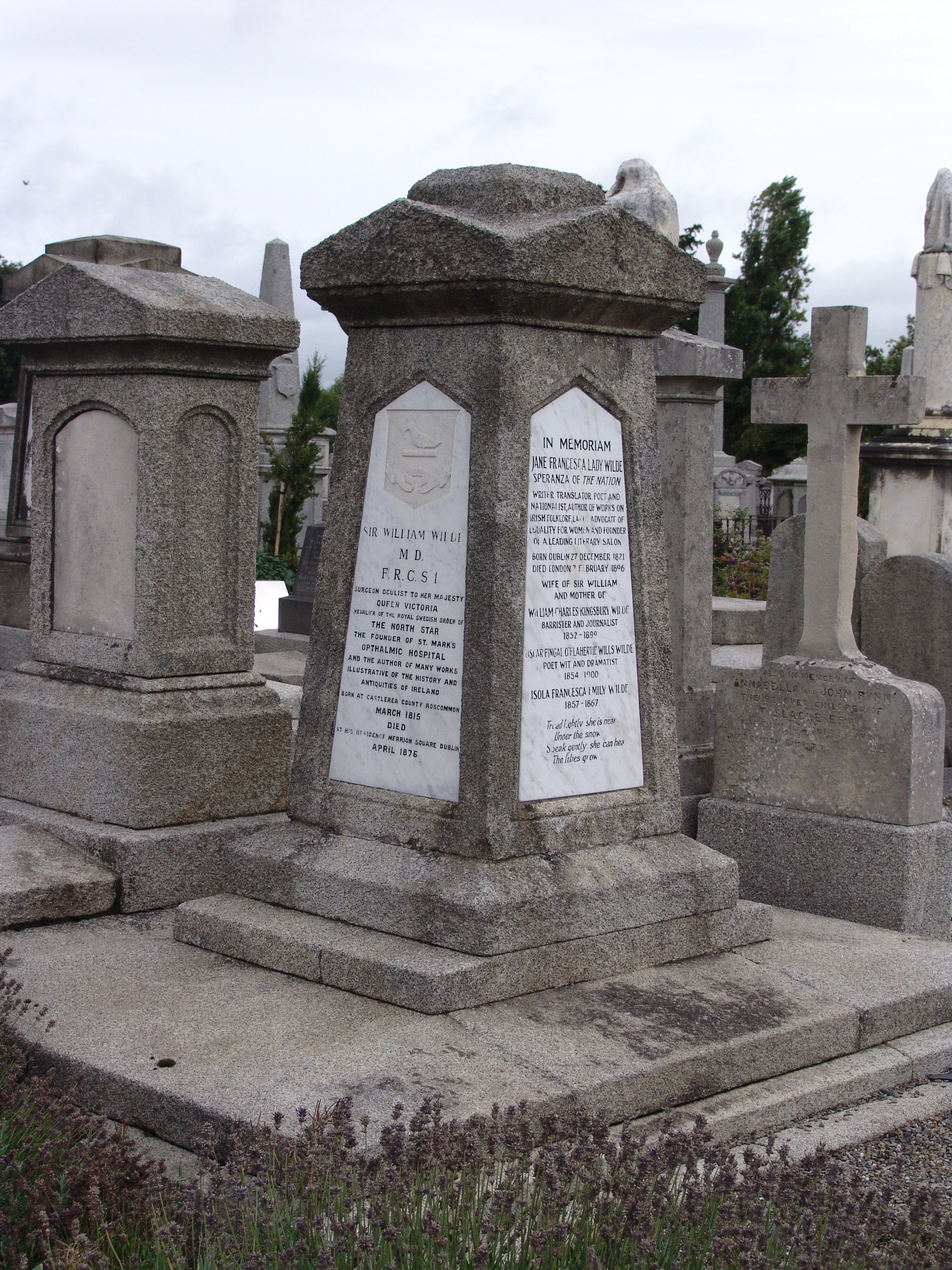
Mémorial à Sir William Wilde et Lady Wilde, parents d'Oscar Wilde

Les personnes notables enterrées ici incluent,: 
- Robert Adams (1791-1875), médecin et professeur de chirurgie
- Maeve Binchy (1940-2012), auteur (incinéré)
- Fritz Brase (1875–1940), musicien et compositeur militaire allemand
- Edward Bunting (1773-1843), musicien, collectionneur de musique
- Frederick William Burton (1816-1900), peintre et directeur de la National Gallery
- Peter Caffrey (1949-2008), acteur (incinéré)
- Sir Charles Cameron (1830-1921), chef pendant 50 ans du service de santé publique de Dublin Corporation, au côté de deux de ses fils, Charles J. et Ewen Henry
- James Campbell, 1er baron Glenavy (1851-1931), avocat, homme politique et lord chancelier d'Irlande
- William Carleton (1794-1869), écrivain
- Anne Jane Carlile (1775 - 1864),philanthrope et pionnière de la tempérance irlandaise
- Thomas Caulfield Irwin (1823-1892), poète, écrivain, érudit
- Abraham Colles (1773-1843), chirurgien, professeur de médecine
- John Augustus Conolly VC (1829-1888), soldat
- Michael Colivet (1882-1955), homme politique irlandais, commandant des volontaires irlandais pour la ville de Limerick, membre fondateur de la République irlandaise et, plus tard, président du National Housing Board.
- Paddy Daly (1888-1957), membre de l'IRA pendant la guerre d'indépendance et plus tard major-général de l'armée irlandaise
- Achille Daunt (1832-1878), prédicateur et homiliste
- Lilian Davidson (1879-1954) artiste irlandaise
- Derek Davis (1948-2015), diffuseur[5]
- Thomas Davis (1814-1845), journaliste, homme politique, fondateur du journal The Nation
- Thomas Drummond (1797-1840), arpenteur, sous-secrétaire pour l'Irlande
- Prof George Francis Fitzgerald (1851-1901), physicien
- James Fitzgerald (1899-1971), peintre américain
- Ethel Kathleen French (née Moore, 1871-1891), artiste et illustratrice, première épouse de William Percy French. Elle meurt en couches avec leur premier enfant.
- Edward Gibson, 1er baron Ashbourne (1837-1913), avocat et lord chancelier d'Irlande
- Robert Graves (1796-1853), professeur de médecine et écrivain
- Sir Richard Griffith (1784-1878), géologue, ingénieur des mines, président du Board of Works, auteur de Griffith's Valuation
- Thomas Grubb (1800-1878), opticien, fabricant de télescopes
- Benjamin Guinness (1798-1868), brasseur, philanthrope et autres membres de la famille Guinness dont sa fille Anne Lee Guinness
- George Halpin (1779-1854), ingénieur civil et constructeur de phares
- William Rowan Hamilton (1805-1865), mathématicien et astronome
- James Haughton (1795-1873), réformateur social
- John Kells Ingram (1823-1907), homme politique, érudit, poète («La mémoire des morts»)
- John Hewitt Jellett (1817-1888), prévôt du Trinity College
- John Edward Jones (1806-1862), ingénieur civil et sculpteur
- David Kelly (1929-2012), acteur (incinéré)
- Joseph Robinson Kirk (1821-1894), sculpteur, qui a également exécuté la figure sur le mémorial de son père, Thomas
- Thomas Kirk (1781-1845), sculpteur, qui a également conçu le mausolée Butler dans ce cimetière[6]
- John Mitchell Kemble, universitaire
- Joseph Sheridan Le Fanu (1814-1873), écrivain et éditeur, avec sa femme, Susanna Bennett, son père et ses deux frères, dans la même chambre forte.
- Thomas Hawkesworth Ledwich (1823-1858), chirurgien et anatomiste
- Thomas Langlois Lefroy (1776-1869), homme politique et juge
- Jan Lukasiewicz (1878-1956), philosophe et logicien polonais
- David Marcus (1924-2009), écrivain juif irlandais, éditeur
- Sir Henry Marsh (1770-1860), médecin
- William Ramsay McNab (1844-1889), médecin et botaniste écossais
- William Fetherstone Montgomery (1797-1859), obstétricien
- Hans Garrett Moore VC (1830-1889), soldat
- Arthur Thomas Moore VC (1830-1912), soldat

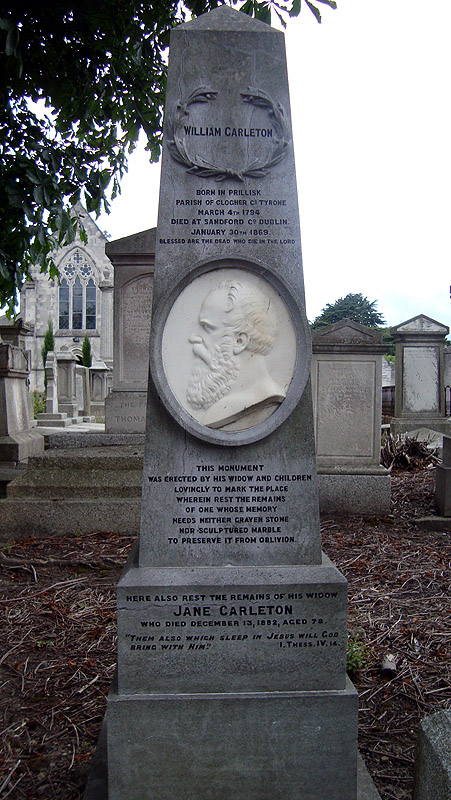
Tombe de William Carleton

- Sir Richard Morrison (1767-1849), architecte (Pro-cathédrale, Trinity College, etc.)[6]
- William Vitruvius Morrison (1794-1838), architecte ; fils et partenaire de Richard Morrison
- John Skipton Mulvany (1813-1870), architecte qui a également conçu un certain nombre de monuments dans ce cimetière, y compris le monument Mahony et les caveaux Perry et West
- Máirtín Ó Cadhain (1906-1970), écrivain irlandais[7]
- Máirtín Ó Direáin (1910-1988), poète irlandais
- Walter Osborne (1859-1903), artiste
- William McFadden Orr (1866-1934), mathématicien
- George Papworth (1781-1855), architecte
- Jacob Owen (1778-1870), architecte et ingénieur au bureau des travaux
- Edward Arthur Henry Pakenham, 6e comte de Longford (1902-1961) était un pair, homme politique et littérateur irlandais
- George Petrie (1790-1886), artiste, archéologue, musicien
- William Plunket, 4e baron Plunket (1828-1897), archevêque de Dublin
- Sarah Purser (1848-1943), artiste
- George Russell (1867-1935), écrivain, artiste
- Anne Margaret Rowan (1832-1913), romancière, historienne et militante politique irlandaise
- Cecil Sheridan (1910-1980), comédien et acteur[8]
- John Skelton (1924-2009), artiste et illustrateur
- Ellen Smyly (1815-1901) fondatrice des Smyly Homes
- Robert William Smith (1807-1873), pathologiste
- Bindon Blood Stoney (1828-1909), ingénieur
- John Millington Synge (1871-1909), dramaturge
- Isaac Weld (1774-1856), écrivain topographique, explorateur et artiste
- William Wilde, père d'Oscar Wilde. Son épouse, Jane Francesca Elgee, est commémorée sur le monument de Sir William, mais elle est enterrée au cimetière de Kensal Green à Londres.
- S. Allen Windle (1828-1880), aumônier de l'église des marins, Dún Laoghaire[9]
- Edward Percival Wright (1834-1910), chirurgien ophtalmique, botaniste et zoologiste
- Jack Butler Yeats (1871-1957), artiste

Il y a un grand espace dédié aux membres de la Royal Irish Constabulary et de la Dublin Metropolitan Police.
Le cimetière contient les sépultures de guerre de 35 militaires du Commonwealth britannique de la Première Guerre mondiale et 39 de la Seconde Guerre mondiale.
Les restes des huguenots français du cimetière de l'église Saint-Pierre, Peter's Row (maintenant l'emplacement de la YMCA de Dublin), démoli dans les années 1980, et des cimetières de St. Brigid et St. Thomas, sont enterrés dans le cimetière,.
Plus de 200 enfants de mères célibataires morts dans la maison protestante de Bethany Home sont enterrés dans des tombes anonymes du cimetière. Il y a un espace où sont enterrés des enfants sans nom de Kirwan House, l'orphelinat protestant.
Les enterrements récents incluent le célèbre Martin Cahill (1949-1994) (connu sous le nom de « Le Général »). Sa pierre tombale a été vandalisée à plusieurs reprises et est actuellement brisée en deux, la moitié supérieure

## Flore
Le cimetière possède l'un des deux seuls buissons Paliurus spina-christi en Irlande. L'autre se trouve dans les jardins botaniques.